# مجموعة الأزمات الدولية
مجموعة الأزمات الدولية (الإنجليزية: International Crisis Group) هي منظمة دولية غير ربحية وغير حكومية تتمثل مهمتها في منع حدوث النزاعات الدموية حول العالم وتسويتها حال وقوعها من خلال تحليلات ميدانية وإعطاء المشورة. تأسست عام 1995 وتعد من المصادر  الأولى عالمياً للتحليلات والمشورة التي تقدمها للحكومات، والمنظمات الدولية مثل الأمم المتحدة، والاتحاد الأوروبي، والبنك الدولي.

## تاريخ المنظمة
تأسست مجموعة الأزمات في عام 1995 كمنظمة دولية غير حكومية تأسست بمبادرة من مجموعة من الشخصيات المعروفة على ضفتي الأطلسي ممن شعروا باليأس من فشل المجتمع الدولي في توقع المآسي التي حدثت في مطلع التسعينيات في كل من الصومال، ورواندا، والبوسنة، والاستجابة لها على نحو فعال، وكان الهدف هو تأسيس منظمة مستقلة تماما من نفوذ أي حكومة.

## التنظيم والهدف
تعد المنظمة المصدر العالمي الأول المستقل والحيادي للتحليلات والمشورة التي تقدمها للحكومات والمنظمات الدولية مثل الأمم المتحدة، والاتحاد الأوروبي، والبنك الدولي، فيما يتعلق بمنع ظهور النزاعات المميتة وتسويتها عند ظهورها. وما يميز مجموعة الأزمات عن غيرها من المنظمات العاملة في تحليل ومنع وتسوية النزاعات هو الجمع بين التحليل المستند إلى العمل الميداني، والتوصيات الحصيفة بشأن السياسات، والمستوى الرفيع من الدعوة وتعبئة المواقف، حيث يقوم فريق إداري رفيع المستوى ومتمتع بخبرة كبيرة في العمل الحكومي ومجلس أمناء شديد النشاط
بلعب هذه الأدوار على نحو غير متداول في عمل المنظمات غير الحكومية.

## اهدافها
1 -إطلاق صفارات الإنذار مبكرا من خلال نشرة كرايسس واتش الشهرية والتنبيهات لأزمات معينة مثل التي اصدرتها بخصوص إثيوبيا-اريتريا، دارفور، الصومال وباكستان
2- المساهمة من خلف الكواليس في كل من العملية والجوهر وتقديم الدعم والمشورة لمفاوضات السلام الحاسمة كالتي جرت في السودان وبوروندي وشمال أوغندة ونبال وكينيا
3- إصدار التحليلات المفصلة للغاية والتوصيات بشأن سياسات معينة في عدد من النزاعات أو الصراعات المحتملة حول العالم، كما تساعد صناع القرار في مجلس الأمن والمنظمات الإقليمية والدول المانحة وأفراد مؤثرون آخرون، باللإضافة للدول المعرضة للخطر ذاتها، بمنع وادرة وحل النزاعات عند حدوثها واعادة الآعمار بعد فضها.
4- توفير معلومات مفصلة ومفيدة جدا لصانعي القراروغير المتوفرة في مكان آخر حول تطورات النزاعات وأعمال العنف واسعة النطاق والإرهاب كالجماعة الإسلامية في اندنوسيا والمحاكم الإسلامية في الصومال.
5- تقديم أراء إستراتيجية جديدة حول أكثر نزاعات وأزمات العالم استعصاءً كمسألة أيران النووية ودور الإسلام في العالم والصراع العربي الإسرائيلي واحراز التقدم في كل من كوسفو والعراق والصحراء الغربية
6- دعم نظاماً عالمياً قائماً على القوانين وليس على منطق القوة وبخاصة التأثير على قرارات الأمم المتحدة والهياكل المؤسسية في ما يتعلق بالمعيارالدولي الجديد "مسؤلية الحماية"
ان لدى كرايسس غروب فرق من المحللين في 17 مكتب ميداني في أنحاء العالم أوفدوا إلى مناطق معرضة لاندلاع أو تصعيد أو تجدد للصراع. وعلى أساس المعلومات المجمعة من قبل هؤلاء الفرق، تصدر المنظمة تقارير تحليلية تتضمن توصيات لقادة العالم والمنظمات الدولية. وبالإضافة إلى هذا العمل، تقوم مجموعة الأزمات باصدار نشرة شهرية، كرايسز واتش، والتي تعطي لمحة موجزة عن أعمال العنف المستمرة أو الوشيكة الحدوث في العالم. تتوفر كافة تقارير ونشرات المنظمة على موقعها على شبكة الإنترنت.

## التمويل
تجمع مجموعة الأزمات أموالها بصورة رئيسية من الحكومات الغربية، بالإضافة إلى الجمعيات الخيرية والشركات والمتبرعين. ففي عام 2006، جاء 40 ٪ من أموالها من 22 حكومة مختلفة، 32 ٪ من 15 منظمة خيرية، و 28 ٪ من أفراد ومؤسسات خاصة.
من أهم الأفراد الممولين للمجموعة الملياردير الكرواتى ناتل سيموفيتش والملياردير اليهودى المعروف جورج سوروس

## المكاتب
يقع مقر مجموعة الأزمات الدولية في بروكسل، ولها مكاتب دعوة في كل من واشنطن العاصمة (حيث تعتبر كياناً قانونياً)، ونيويورك، ومكتب أصغر حجماً في لندن، بالإضافة إلى عمليات التنسيق في كل من موسكو وبكين. لدى المنظمة حالياً مكاتب إقليمية أو مكاتب محلية تمثلها ميدانياً في باكو، بانكوك، بيروت، بيشكيك، بوغوتا، بوجمبورا، داكار، دمشق، ديلي، إسلام آباد، وإسطنبول وجاكرتا، القدس، كابول وكاتماندو، كينشاسا، نيروبي، بورت أو برنس، بريتوريا، بريشتينا، وسراييفو وسول وتبليسي، إلى جانب محللين يعملون في أكثر من 60 بلد ومنطقة متأثرة بأزمات عبرالقارات الأربع. وتشمل هذه في أفريقيا، بوروندي، الكاميرون، جمهورية أفريقيا الوسطى، تشاد، وكوت ديفوار، جمهورية الكونغو، سيراليون، اريتريا، إثيوبيا، غينيا، غينيا بيساو، كينيا، ليبيريا، مدغشقر، نيجيريا، رواندا، الصومال، السودان، أوغندا وزيمبابوي. وفي آسيا أفغانستان، بنغلاديش، الصين، تايوان، اندونيسيا، كشمير، قازاقستان، قرغيزستان، ميانمار / بورما، نيبال، كوريا الشمالية، باكستان، الفلبين، سنغافورة، سري لانكا، طاجيكستان، تايلند، تيمور الشرقية، تركمانستان، أوزبكستان. وفي أوروبا، أرمينيا، أذربيجان، البوسنة، الهرسك، قبرص، جورجيا، كوسوفو، مقدونيا، القوقاز شمال روسيا، وصربيا، وتركيا.و في الشرق الأوسط وأفريقيا الشمالية الجزائر، مصر، إيران، العراق، إسرائيل / فلسطين، دول الخليج، لبنان، المغرب، السعودية، سوريا واليمن. وفي أمريكا اللاتينية ومنطقة البحر الكاريبي بوليفيا، كولومبيا، الإكوادور، هايتي، غواتيمالا وفنزويلا

## مجلس الأمناء
يشترك في رئاسة مجموعة الأزمات كريستوفر باتن، السياسي البريطاني السابق والمفوض الأوروبي للشؤون الخارجية، وتوماس ر. بيكرينغ، السفير الأميركي السابق لدى الأمم المتحدة.
وكان غاريث إيفانز، وزير الخارجية السابق لاستراليا، يشغل منصب الرئيس والرئيس التنفيذي منذ كانون الثاني / يناير من عام 2000. وقد خلفته لويز آربور في تموز / يوليو من عام 2009؛ حيث شغلت منصب المفوض السامي السامي للأمم المتحدة لحقوق الإنسان والعدالة من المحكمة العليا في كندا.

## مواضيع البحث
تقوم مجموعة الأزمات بتنسيق عشرة مواضيع بحث في بروكسل. وقد نُشِرت تقارير بين عامي 2001 و 2005 حملت عنوان "قضايا: الاستفادة من الدروس المستقاة من التجربة المباشرة لمجموعة الأزمات في المناطق التي تشهد أزمات في مختلف أنحاء العالم بالإضافة إلى دراسات موجودة أصلاً قامت بها مؤسسات بحث ومراكز فكر. وتشمل مواضيع البحث العشرة للمنظمة: الإسلام، العنف والإصلاح، قضايا الطاقة، عُرف "مسؤولية الحماية"، السلام والعدالة، المساواة بين الجنسين وعلاقتها بالصراعات، التغير المناخي وعلاقته بالصراع، الإرهاب الدولي، نشر الديمقراطية، الاتحاد الأوروبي وقدرته على الاستجابة للأزمات وفيروس نقص المناعة البشرية المكتسب (الإيدز) باعتباره قضية أمنية.

## وصلات خارجية
- الموقع الرسمي (باللغة العربية)